# Volvo Personvagnar
Ezen cikk témája a Volvo Car Corporation, mely a Volvo védjegyet használja. Személyautóikról a Volvo szócikkben lehet olvasni.

A Volvo Personvagnar AB, vagy Volvo Cars egy svéd luxusgépkocsi-gyártó, melyet 1927-ben alapítottak Svédországban, Göteborg városában.
A Volvo elnevezést – mely a latin nyelvből származik, jelentése „gördülök” (vagy mai értelemben „vezetek, autózok”) – megfelelő védjegynek találták csapágyakhoz és gépkocsikhoz is.
A Volvo az SKF csapágykészítő üzem leányvállalataként lett megalapítva. A Volvo AB 1935-ben jelent meg a svéd értéktőzsdén, a részvények nagy részét az SKF eladta. Volvo Cars a AB Volvo tulajdonában volt, egészen 1999-ig, mikor a Ford Motor Company megvette, a Premier Automotive Group egy részévé vált. Majd 2010-ben aláírták a svédországi Göteborgban azt a megállapodást, amelynek értelmében a kínai Geely autóipari csoport 1,8 milliárd dollárért megveszi az amerikai Fordtól a svéd Volvo autógyárat.
A Volvo szabadidő-autókat, kombikat, szedánokat, kompaktokat és kupékat is készít. 2500 márkakereskedésben kaphatóak, a világ 100 országában. Az eladások 60%-a Európában történik, 30%a Észak-Amerikában, a maradék 10% pedig a világ más részein.
A Volvo piaci részesedése csökken az észak-amerikai piacon. Mindamellett az új piacokon, mint Oroszország, Kína és India növekedett a részesedés.[forrás?] Oroszországban az eladások megduplázására számít a cég, 2007 végére meghaladva a 20 000 darabot, így az egyik legnagyobb piaccá téve azt a cég számára. A Volvo jelenleg is vezető pozícióval dicsekedhet Oroszországban a luxusautók piacán.

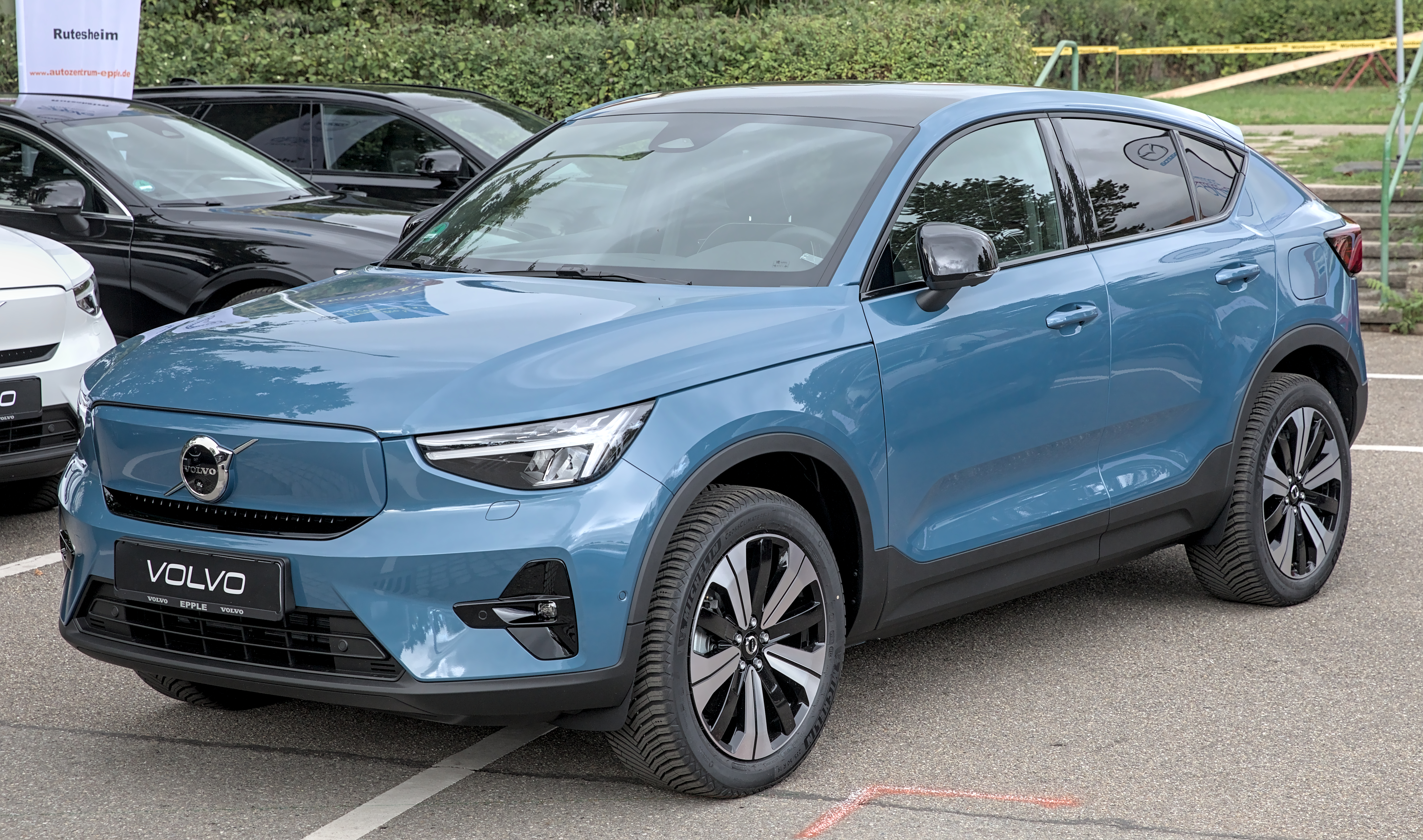
A tisztán elektromos meghajtású Volvo EC40

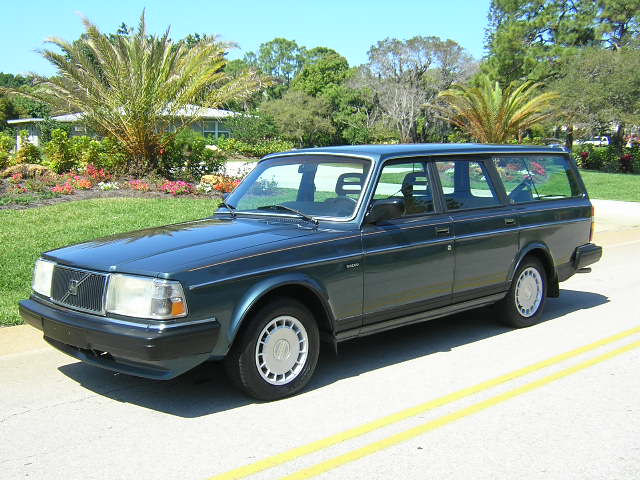
Volvo 240

A régebbi modelleket gyakran traktorokhoz hasonlították,[forrás?] részben azért, mert a Volvo AB nehézgépeket gyártott és gyárt ma is, korábban a Bolinder-Munktellen, jelenleg a Volvo Construction Equipmenten belül. Egyesek lassúnak és nehéznek tartották, rájuk ragadt a "kocka" jelzés, mint egy utalás a klasszikus kockaformájú Volvókra. Az erősebb turbófeltöltéses változatokat "turbókockák" néven emlegetik. Az újabb modellek elmozdultak az 1970-es, 1980-as évekre jellemző kocka formák felől, és elismerést vívtak ki maguknak sportteljesítményükkel. De legnagyobb sikere a gyári Volvo 240 turbóknak volt, megnyerték az 1985-ös Európai Túraautó-bajnokságot (ETC) és az 1986-os Ausztrál Túraautó-bajnokságot (ATCC). a 850 kombik kapták a legtöbb elismerést az 1995-ös Brit Túraautó-bajnokságon (BTCC).
A tulajdonosok büszkék a rendkívül hosszú futásteljesítményre. Egy bizonyított esetben egy 1966-os Volvo P1800S több, mint 2,6 millió mérföldet (4,2 millió kilométert) futott. Néhány számítás szerint a kiszolgált Volvók 19,8 éves átlagéletkoránál csak a Mercedes-Benz kocsik átlagéletkora magasabb. A megbízhatóság az átlagosnál jobbnak nevezhető, az Amerikai Egyesült Államokban a Volvókat a Forbes a legjobb autógyártók (9. hely), valamint a legjobb luxusgépkocsigyártók (6. hely) közé sorolja.

## Történelme

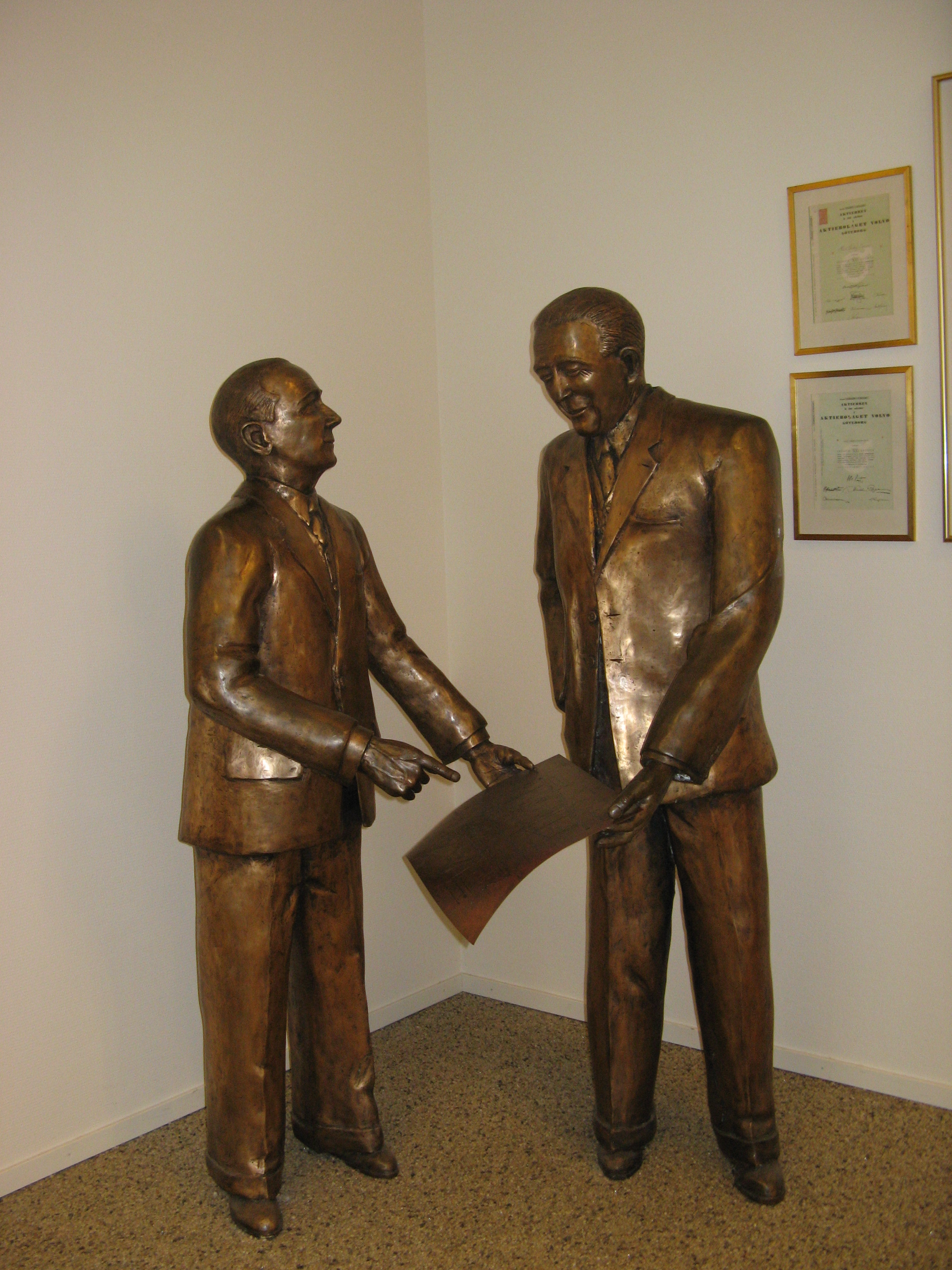
Gustav Larson és Assar Gabrielsson

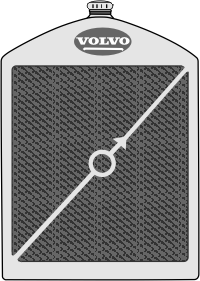
Volvo jel (PRV bejegyzés) 1927-ből

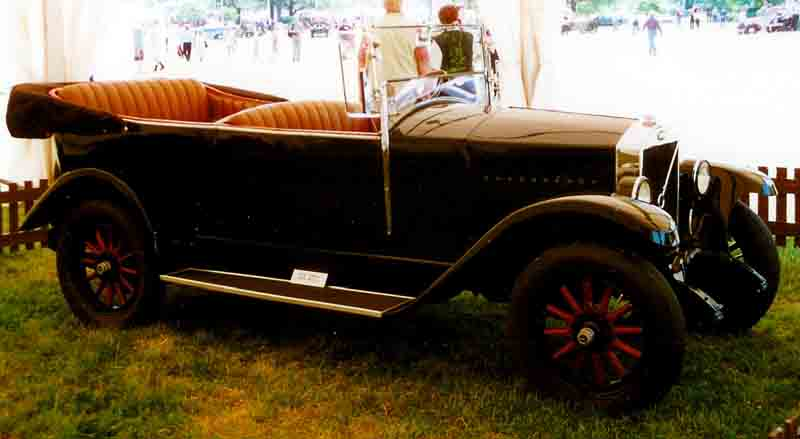
Volvo ÖV4 Touring 1927-ből

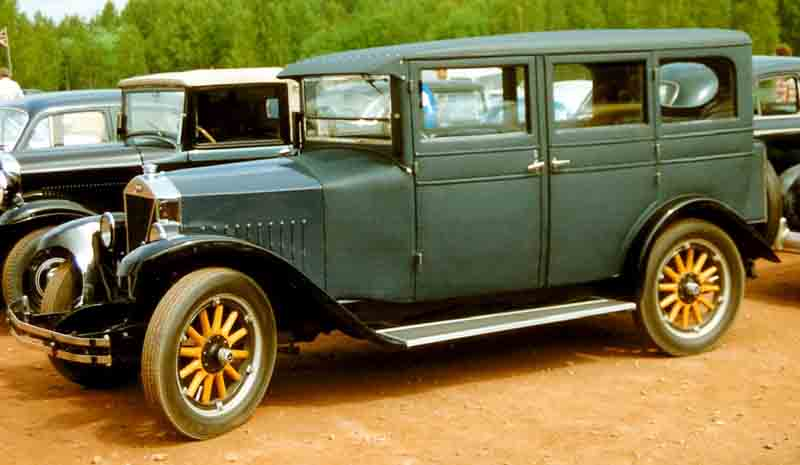
Volvo PV4 4 ajtós sedan 1927-ből

A Volvo vállalatot a svédországi Göteborgban 1927-ben hozták létre. Az SKF leányvállalataként jött létre, a vállalat 100%-os tulajdonában. Assar Gabrielsson lett a vezérigazgató és Gustav Larson a műszaki vezető.

„A gépkocsikat emberek vezetik. Ezért mindennél, amit a Volvónál csinálunk, csak is a biztonság lehet a legfontosabb szempont”

– Gustav Larson és Assar Gabrielsson, a Volvo alapítói

A Volvo védjegyet az SKF jegyeztette be 1915. május 11-én azzal a szándékkal, hogy golyós csapágyak különleges sorozatánál használja az amerikai piacon, de soha nem lett erre a célra felhasználva. Helyette az SKF védjegyet használják napjainkban, az összes SKF termék esetében. Néhány előszérián Volvo jelzést használtak, de ezek sohasem kerültek piacra, és ezt a nevet nem is használták 1927-ig, mikor a gépkocsiknál kezdték a Volvo nevet használni.
Az első Volvo gépkocsi 1927. április 14-én jött le a gyártósorról és Volvo ÖV 4-nek hívták. Ez után a fiatal cég zárt- és nyitott tetejű járműveket készített, amiket a Svédországban jellemző időjárási és terepviszonyokra terveztek. A Volvo szimbólum egy régi jel, az alkímiában a vasat jelöli. A vas jele a gépkocsikban felhasznált svéd acél erősségét szimbolizálja, mivel Svédország nevezetes a jó minőségű acéljáról. Az átlós vonal (egy fém csík) a rácson keresztben a szimbólum tartójául szolgál, ami egy karika egy nyíllal, a hűtőmaszkon. 1927-ben a Volvo embléma bejegyzési lapján, egyszerűen az ÖV 4 teljes hűtőmaszkja szerepelt szemből nézve.
1964-ben a Volvo megnyitotta torslandai üzemét, ami jelenleg az egyik legnagyobb termelőhely (főleg nagyobb kocsik). Az után 1965-ben a belgiumi Gentben nyitott üzemet, ami a második legnagyobb termelési helye (főleg kisebb kocsik). Végül 1989-ben az uddevallai üzem nyílt meg Svédországban, amit közösen üzemeltet a Volvo és az olasz Pininfarina.
A Volvo jelentősebb történelmi járművei a Volvo Múzeumban találhatóak meg, állandó helyen Arendal på Hisingenben 1995. május 30-án. Néhány évig A kék hangárban volt a gyűjtemény, a később bezárt torslandai repülőtéren.

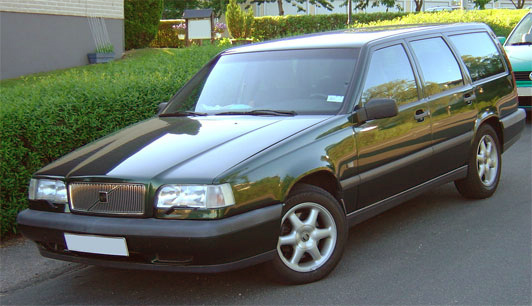
Volvo 850 kombi

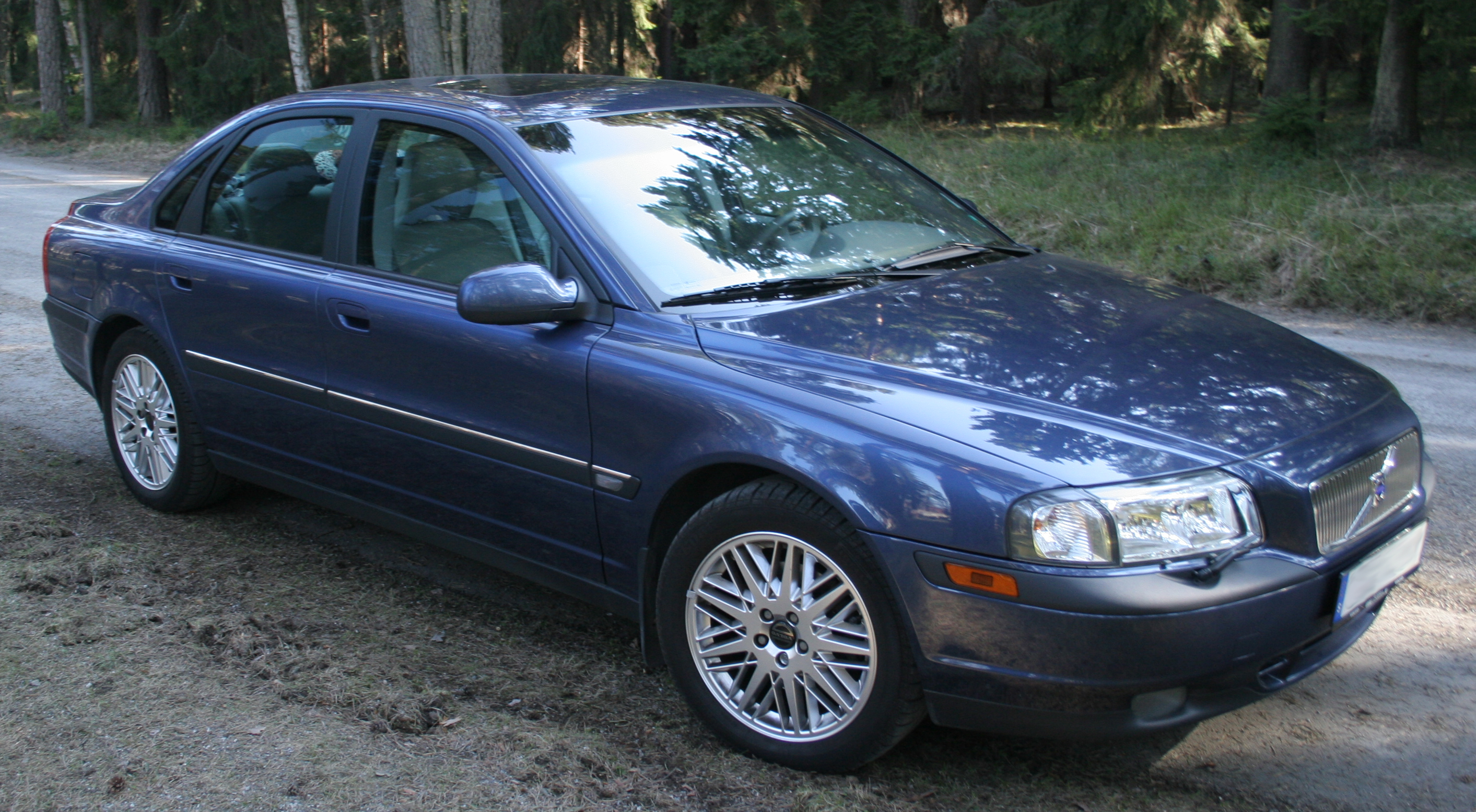
2002-es Volvo S80

## Közlekedésbiztonsági innováció
A Volvo gépkocsik masszívsága és megbízhatósága mindig is elismerést kapott.
1944-ben a ragasztott szélvédőt a PV modellben mutatták be. 1958-ban a Volvo mérnöke, Nils Bohlin feltalálta, majd szabadalmaztatta a korszerű három pontos biztonsági övet, ami 1959-től alapfelszereltségévé vált minden későbbi Volvo gépkocsinak. A Volvo volt az első, ahol párnázott műszerfalat használtak, 1956 végétől kezdve az Amazon modellben.[forrás?] Továbbá a Volvo fejlesztette ki 1964-ben az első hátrafelé néző gyermekülést, és 1978-ban bemutatta felfújható ülését.
1986-ban vezették be az első magasan középen elhelyezett féklámpát (féklámpa a többi hátsó lámpától külön elhelyezve), amit 1986-tól központilag kötelezővé tettek az Amerikai Egyesült Államokban. A biztonsági övek és a gyermekülések fejlesztése folytatódott 1991-ben a 960-as modell megjelenésével. A 960-ban vezettek be először hárompontos biztonsági övet a hátsó üléssor középső ülésén, és a középső kartámaszba párnázott gyermekülést építettek. 1991-ben vezették be a SIPS oldalütközés-védelmi rendszert a 940/960 és 850 modellekben, amellyel az oldalütközés erejét elvezették az ajtóktól az utascellába.
1995-ben a Volvo először vezette be az oldallégzsákot, és minden modellbe belekerült az alapfelszereltség részeként. 1998-ban kifejlesztett, és először alkalmazott oldalsó fejlégzsákot,[forrás?], amit minden új modellben az alapfelszereltség része lett, de néhány már létező típusban is. A fejvédő légzsák nem volt elérhető az 1996-os C70-hez, mivel az akkori rendszer a tetőből nyílt; mivel a C70-nek nem volt teteje, nem lett megvalósítva ez a fajta védelem. Évekkel később a C70-ben is megjelent a fejvédő légzsák, amely az ajtóból nyílik felfele, megszüntetvén a tető helyzetével kapcsolatos kérdéseket. Szakértők megállapítása szerint az oldalsó fejvédő függönylégzsák oldalütközések esetén a halálos baleseteket 40%-kal, a fejsérüléseket 55%-kal csökkenti, valamint borulás esetén is védelmet nyújt.
1998-ban lett bevezetve a WHIPS ostorcsapás-védelmi rendszer, egy biztonsági eszköz, amely ütközés esetén véd a nyak hátracsapódása ellen. 2004-ben a Volvo bevezette a BLIS holttérfigyelő rendszert, ami figyeli a jármű holtterébe belépő más járműveket, az oldalsó tükrökbe épített érzékelővel, és jelez a vezetőnek egy jelzőfény bekapcsolásával. Ebben az évben minden piacon oldalsó és nappali helyzetjelző fényekkel látták el a modelleket (utóbbi egyes piacokon korábban is elérhető volt). A Volvo biztonsági technológiái közül sok minden átkerült a Ford járműveibe. 2005-ben bemutatkozott a C70 második generációja, extra erős ajtóba szerelt kilyukadásálló oldalfüggönnyel (kabrió felépítményű gépkocsiban először).[forrás?]
2006-ban a PCC személyi autó-kommunikátor távirányító választható kellékként jelent meg az új S80 modellben. Ez a felszerelés az autóiparban teljesen új volt. Mielőtt a vezető a kocsijához megy, ellenőrizheti a biztonsági szintet, megtudhatja, hogy be van-e kapcsolva a riasztó, és be van-e zárva a jármű.[forrás?] Továbbá érzékeli a szív dobbanását, így figyelmeztet, ha valaki bent rejtőzik.  Az új S80 az első Volvo modell, amiben megtalálható az ACC alkalmazkodó távolságtartó berendezés, a CWBS ütközés-előrejelzés, és fékerő-előkészítés.[forrás?]
Az 1990-es évek közepére biztonsági szempontból csekély mértékben lehetett megkülönböztetni a Volvókat más gyártóktól (főleg a Renault-tól), miután egységes töréstesztek jelentek meg, mint az Euro NCAP. Egy 2005-ben megjelent FOLKSAM jelentésben a 740/940-es (1982-től gyártották) az "átlagnál 15%-kal jobb" kategóriába került, a legfelső kategória alá. Továbbá a P1800 gyártását leállították, mert nem felelt meg az Amerikai Egyesült Államok biztonsági szabványainak. A Volvo 745-öt is visszahívták, az első biztonsági öv illesztésének ütközés esetén előforduló törése miatt.
2004 óta minden Volvo modell, C70 és C30 kivételével, kapható svéd fejlesztésű, Haldex rendszerű összkerékhajtással.
Annak ellenére, hogy a Volvo személyautók felől a Ford Motor Company dönt, a Volvo biztonsági rendszerei továbbra is alkalmazzák a járműveken. A Volvo szabadalmaztatta az összes biztonsági újítását, köztük a SIPS, WHIPS, ROPS, DSTC, IC rendszereket, és karosszéria-felépítményeket. Ezek közül néhány megtalálható a Ford járművekben is, de csak azokhoz kapcsolódó formában, mivel a Volvo felhatalmazott más Ford Motor Company és PAG tagokat is a képességek alkalmazására.[forrás?]

### A biztonság megkérdőjelezése
Russ Rader, az Insurance Institute for Highway Safety szóvivője szerint a Volvo le van maradva a versenytársaktól. Dan Johnston, a Volvo szóvivője elutasította, hogy a cég járművei kevésbé biztonságosak, mint az előbb említett intézet által legbiztonságosabbnak tartott járművek, hozzátéve, hogy

„Ez csak egy filozófia a biztonságról, ami különbözik a gépkocsik ilyen teszteken való megfelelésre történő építésétől.”

Az IIHS szerint az utóbbi években a Volvo gépkocsiknak továbbra is sikerült fenntartani a magas biztonsági színvonalat, ami látszik a teszteredményeken is. A Volvo XC90, S80 és C70 mind magas pontszámokat értek el az ütközési tesztek értékelésénél.
2008-ban a francia bíróság bűnösnek találta a Volvót, amikor két gyerek meghalt, és egy súlyosan megsérült Wasselonne-ban, 1999. június 17-én, mert egy 1996-os Volvo 850 fékje elromlott. A bíróság a Volvót részben találta hibásnak a balesetben, és 200 000 euró bírság kifizetésére ítélte.

### Mérföldkövek a biztonságban
- 1944 Biztonsági utascella
- 1944 Ragasztott szélvédő
- 1954 Szélvédő páramentesítő
- 1956 Szélvédőmosó
- 1957 Kétpontos biztonsági öv elöl

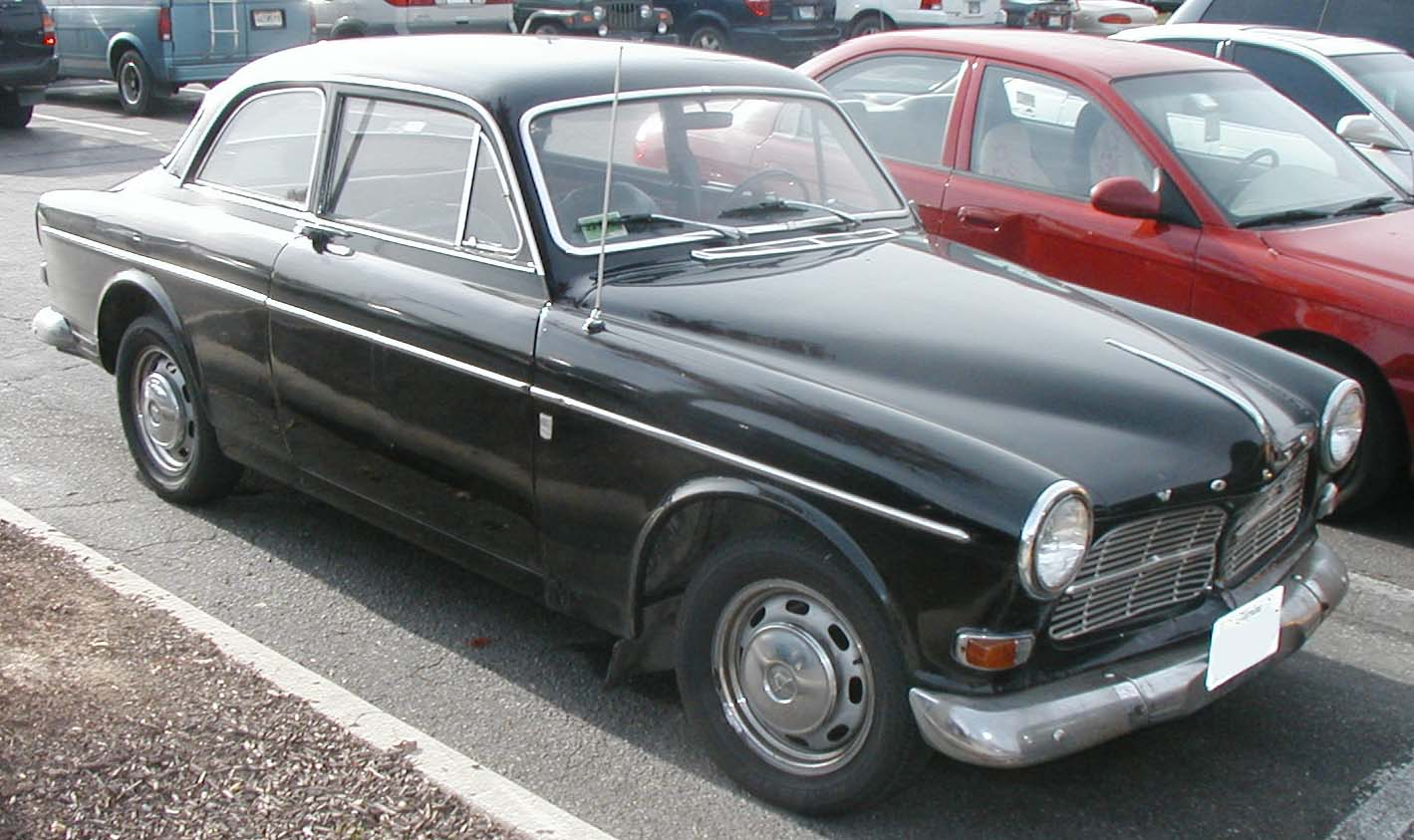
Az Amazon komoly biztonsági felszereltséggel rendelkezett, párnázott műszerfallal, első és hátsó biztonsági övekkel, és ragasztott szélvédővel.

- 1958 Kétpontos biztonsági öv hátul
- 1959 Hárompontos biztonsági öv
- 1960 Párnázott műszerfal
- 1964 Tárcsafékek elöl
- 1964 A hátrafelé néző gyermekülések prototípusa
- 1966 Hátsó szélvédő páramentesítő
- 1966 Kétkörös háromszögű fékrendszer
- 1966 Első és hátsó gyűrődő zóna
- 1966 Biztonsági ajtózár
- 1967 Biztonsági öv hátul
- 1968 Fejtámlák elöl
- 1969 Visszacsévélődő biztonsági öv
- 1969 Fűthető hátsó szélvédő
- 1970 Megalakul a Volvo baleseteket vizsgáló csapata
- 1971 Biztonsági öv figyelmeztető
- 1972 Hárompontos biztonsági öv hátul
- 1972 Hátrafelé néző biztonsági gyermekülés és gyermekzár hátul
- 1972 Figyelmeztető lámpák a műszerfalon
- 1973 Oldalütközés-védelem
- 1973 Megrövidülő kormányoszlop
- 1974 Energiaelnyelő lökhárítók
- 1974 Az üzemanyagtartály biztonságos elhelyezése a hátsó tengely előtt
- 1974 Többlépcsős ütközéselnyelő kormányoszlop
- 1974 Izzók kiégésének érzékelése
- 1974 Fényszórómosó
- 1975 Tompított fényszóró
- 1975 Fokozatos furatú főfékhenger
- 1978 Emelőpárnás gyermekülés
- 1982 Lecsúszás elleni védelem az első és hátsó üléseken
- 1982 Első ködlámpa
- 1982 Hátsó ködlámpa
- 1982 Jelző fények nyitott ajtónál
- 1982 Nagy látószögű külső visszapillantó tükrök
- 1984 Blokkolásgátlós fékrendszer
- 1986 Magasan elhelyezett féklámpa
- 1986 Hárompontos biztonsági öv hátul a középső ülésen
- 1987 Mechanikus övfeszítő
- 1987 Vezető oldali légzsák
- 1990 Beépített gyerekülés hátul a középső ülésen
- 1991 SIPS oldalütközés-védelmi rendszer
- 1991 Automatikus magasságállítású biztonsági öv
- 1992 Megerősített hátsó ülések a kombi kiviteleknél
- 1992 Utasoldali légzsák
- 1993 Hárompontos automata biztonsági a hátsó üléseken
- 1994 SIPS oldallégzsák
- 1995 DSA dinamikus stabilitás-segítő
- 1995 Beépített emelőpárnás gyermekülés hátul a szélső üléseken
- 1997 ROPS borulásvédelmi rendszer (C70)
- 1998 WHIPS nyaksérülés-védelmi rendszer
- 1998 IC függönylégzsák
- 1998 STC kipörgésgátló
- 1998 DSTC menetstabilizáló
- 1998 EBD elektronikus fékerő-elosztó
- 2000 A göteborgi Volvo Biztonságtechnikai Központ felavatása
- 2000 ISOFIX rögzítőrendszer gyermekülésekhez
- 2000 Kétfokozatú légzsákok
- 2001 SCC biztonsági tanulmányautó
- 2002 A virtuális terhes tesztbábu kifejlesztése ütközéspróbákhoz
- 2002 RSC boruláselhárító
- 2002 ROPS borulásvédelmi rendszer (XC90)
- 2002 Új beépített gyermekülések a második sorban (XC90)
- 2002 Alacsonyabb kereszttartó (XC90)
- 2002 Új kompatibilis homlokkiképzés (XC90)
- 2002 Biztonságos harmadik üléssor (XC90)
- 2002 Új homlokszerkezet (XC90)
- 2003 Új homlokszerkezet, a Volvo Intelligent Vehicle Architecture (VIVA) (S40, V50)
- 2003 Figyelmeztető a hátsó övek becsatolására (S40, V50)
- 2003 IDIS intelligens vezetőtájékoztató rendszer (S40, V50)
- 2003 Bangkokban is megalakul a Volvo balesetvizsgáló csapata
- 2004 BLIS holttérfigyelő (in S40 and V50)
- 2004 WRG vízlepergető üvegfelületek
- 2005 DMIC ajtóba szerelt, alulról felfújódó függönylégzsák bevezetése (C70)
- 2006 PCC személyi autókommunikátor (S80)
- 2006 CWBS ütközés-előrejelző (S80)
- 2006 ABL aktív bi-xenon fényszórók (S80)
- 2007 ACC adaptív sebességtartó (S80)
- 2007 PPB automata kézifék (S80)
- 2007 HDC lejtmenetvezérlő (XC70)
- 2007 EBL vészfékezésjelző (S40 and V50, később széria minden típuson)
- 2007 DAC vezető-figyelmeztető (V70, XC70)
- 2007 LDW sávelhagyás-jelző[32]

## Felvásárlások

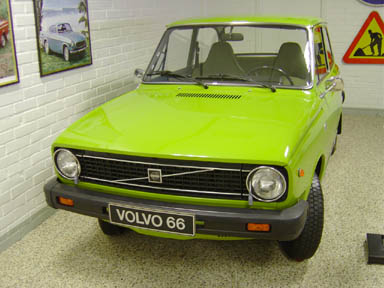
DAF építésű Volvo 66.

Az 1970-es évek elején, a Volvo felvásárolta a holland DAF személygépkocsi-részlegét, és a kis modelleket Volvóként adta el, mielőtt a holland építésű Volvo 340 megjelent, ami a legtöbb példányban eladott gépkocsik közé tartozott az Egyesült Királyság piacán, az 1980-as években.
A Volvo Group, a világ egyik legnagyobb haszongépjármű-gyártója 1998-ban kezdeményezte a személygépkocsi-részleg eladását, annak érdekében, hogy teljes egészében a haszongépjárművekre tudjon összpontosítani.
A másik oldalon a Ford előnyöket látott egy nyereséges európai középkategóriás presztízsautó gyártójának felvásárlásában, amely híres a biztonságosságról, és jól jön a Premier Automotive Group kiegészítéseként. A Volvo Cars kivásárlását 1998. január 28-án jelentették be, majd a következő évben be is fejeződött a felvásárlás, 6,45 milliárd dolláros áron.
A művelet eredményeként a Volvo márkajelzést két különböző vállalat használja:
- Volvo Group – svéd érdekeltségű, haszongépjárművek gyártója .
- Volvo Cars – a Ford tulajdonában volt, személygépkocsik gyártója.

### A vállalat történelme a Fordon belül
A Volvo Car Corporation a Ford Motor Companyn belüli Premier Automotive Group (PAG) részét képezte. Ez volt az utolsó megmaradt márka a csoporton belül a Jaguar, az Aston Martin és a Land Rover eladás óta. A PAG-ba történt eladása óta a Volvo bővítette modellválasztékát.

### Volvo Cars a Ford korszak után
A 2008-as világgazdasági válság következtében a Ford Motor Company úgy döntött, hogy megválik a Volvo Cars-tól, aminek 10 évig a tulajdonosa volt. Több kezdeményezés után végül 2009. október 26-án bejelentették, hogy a kínai Zhejiang Geely Holding Group lesz a vállalat következő tulajdonosa. Az üzlet 2010. augusztus 2-án zárult le, 1,8 milliárd dollár értékben. A Volvo azóta több új típust is kiadott.

## Egyéb hajtási rendszer
A Volvo ReCharge egy csatlakozóról tölthető koncepcióautó, közel 100 kilométeres hatótávú teljesen elektromos hajtással (AER), amit a 2007-es Frankfurt Auto Show-n lepleztek le hivatalosan.

## Támogatás
A Volvo az 1980-as évek közepén lépett be az ETCC bajnokságba, a Volvo 240-es modellel. A kocsikkal beléptek a Guia Race-be, a Macau Grand Prix részébe is 1985-ben, 1986-ban és 1987-ben, megnyerve azt 1985-ben és 1986-ban.
Az 1990-es években belépett a BTCC-be is, a Tom Walkinshaw Racinggel. Ez a társulás volt felelős a vitatott 850 Estate versenykocsiért, ami csak akkor vált versenyképtelenné, amikor 1995-ben a FIA engedélyezte aerodinamikai kisegítők alkalmazását. A TWR ezután megépítette a 850 Saloon-t, ami 1995-ben hat, 1996-ban öt versenyt nyert, az S40 1997-ben egyszer nyert a BTCC-ben. 1998-ban a TWR Volvo megnyerte a BTCC-t a Rickard Rydell vezette S40R-rel.
A Volvo márkajelzést közösen, egyenlő arányban birtokolja a Volvo Group és a Volvo Car Corporation. Az egyik legfontosabb reklámtevékenység a Volvo Ocean Race nevű vitorlásverseny, korábbi néven Whitbread Around the World Race. Továbbá van még a Volvo Baltic Race, és a Volvo Pacific Race, a Volvo szereti megerősíteni a bőkező képet, ami róla kialakult, a világ minden részén rendezett golfversenyek támogatása által, így olyan nagyobb eseményeket, mint a Volvo Masters, és a Volvo China Open.
A Volvo támogatta a Volvo Ocean Race-t, a világ vezető föld körüli jachtversenyét, először 2001–2002-ben. A jelenlegi 2008. október 4. és 2009. június 27. között zajlik . A Volvónak sokáig befolyása volt az ISAF-ban és része volt a Volvo/ISAF World Youth Sailing Championships-ben 1997 óta.

## Személygépkocsik

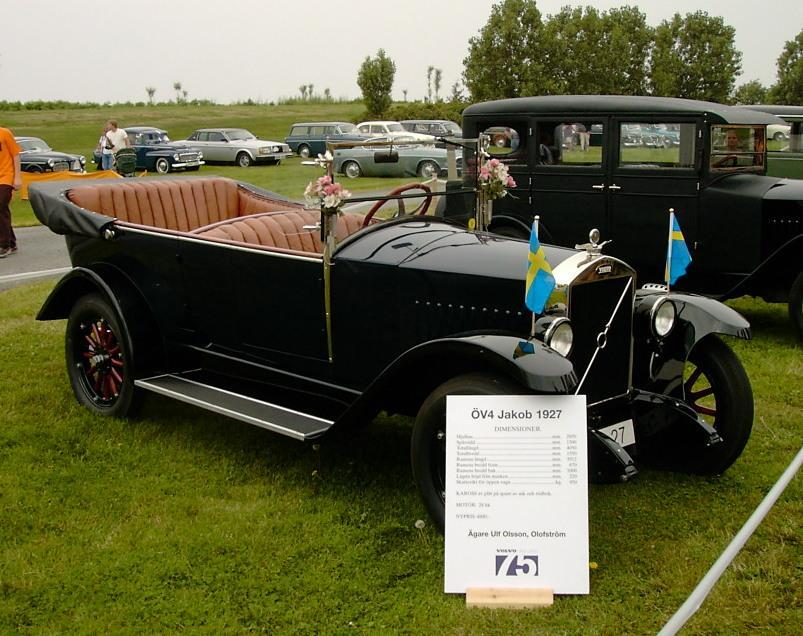
1927 Volvo ÖV 4

### Korai típusok
- Volvo ÖV 4, más néven Jakob
- Volvo PV (PV444 és PV544)
- Volvo Snabbe
- Volvo Trygge
- Volvo PV800 sorozat (polgári változat (PV801, PV802, PV810, PV821, PV822 és PV831) és katonai (TP21/P2104, P2104))
- Volvo Laplander (L–3304, L–3314, L–3314 és L–3315)
- Volvo PV 36 Carioca
- Volvo PV51
- Volvo PV60
- Volvo Duett
- Volvo Amazon/Volvo 122
- Volvo P1800
- Volvo P1900
- Volvo 66
- Volvo C202
- Volvo C3 sorozat (C303, C304 és C306)

### Három számjegyes korszak
1968-tól, a 140-es sorozattal kezdve a Volvo három számjegyes rendszert alkalmazott a kocsik jelölésére. Az első szám utalt a sorozatra, a második a hengerek számára, a harmadik az ajtók számára; ezek alapján a 164 az 1-es sorozatból való hathengeres négyajtós változat. Bár voltak kivételek a szabály alól, például a 780-as soros négyhengeres turbófeltöltéses, V6-os benzines szívó benzines, és soros hathengeres dízelmotorral volt megvásárolható, de soha nyolchengeressel, ahogy az a 8-as számból következne. Hasonlóképpen, a 760-ast gyakran soros négyhengeres turbófeltöltéses motorral szerelték, a Volvo 360-as pedig csak négyhengeres volt. Néhány 240GLT-nek V6-os motorja volt. A vállalat később megszüntette az utolsó számjegy jelentését, például a 740-nél, de továbbra is felhasználták az azonosítótáblán is. A Volvo alvázszámok (VIN) mindig YV1-gyel kezdődtek, ezzel jelképezve Svédországot, a Volvót, és a Volvo Car Corp-ot.
- Volvo 140 (Volvo 142, Volvo 144, Volvo 145)
- Volvo 164
- Volvo 240 (Volvo 242, 244, 245)
- Volvo 260 (Volvo 262C, 264, 265)
- Volvo 340 (Volvo 343, 345)
- Volvo 360
- Volvo 440
- Volvo 460
- Volvo 480
- Volvo 740
- Volvo 760
- Volvo 780
- Volvo 850
- Volvo 940
- Volvo 960

### Újabb modellek
Mostanában a cég egy betűkből álló rendszert használ a karosszériaforma jelölésére, amit számok sorozata követ. S jelöli a szedán, C a kupé vagy kabrió, V a kombi karosszériát. Az XC jelentése cross country, eredetileg a robusztusabb V70 jelölésére használták, V70XC alakban, ez jelölte az összkerékhajtást, és a megemelt hasmagasságot, amitől SUV-szerű kinézete lett. Később megváltoztatta a nevet XC70-re, így beleilleszkedik az XC90-nel alkotott rendszerbe. A V50 egy kombi ("V"), ami kisebb, mint a V70.
Eredetileg másmilyen elnevezést tervezett a Volvo. Az S és C ugyan az lett volna, de az "F" a flexibilitásra utalva lett volna a kombikra alkalmazva. Amikor a Volvo bemutatta az S40 és V40 első generációját 1994-ben, Frankfurtban, S4 és F4 néven lettek bejelentve. Ezt az Audi kifogásolta, mivel kizárólagos joga volt az S4 név használatára, az erősebb modelleket "S" betűvel jelölte, és az Audi A4 ilyen változata az S4 nevet használta. A Volvo beleegyezett, hogy a egy második számjeggyel kiegészíti az addigit, így lett belőlük S40 és F40. Ezt azonban a Ferrari kifogásolta, ami a Ferrari F40 nevet már használta legendás sportkocsijánál. Ez ahhoz vezetett, hogy a Volvo a "F" betűt "V"-re cserélte, a "versatile" (sokoldalú) szó kezdőbetűjére.
- Ford előtti
  - Volvo S/V40 (1996–2004)
  - Volvo S/V70 (1997–2000)
  - Volvo C70   (1997–2005)
  - S/V90 (1991–1998)
- Kisebb kocsik (Volvo P1 platform)
  - Volvo C30 (2007–2013)
  - Volvo C70 (2005–2013)
  - Volvo S40 (2004–2012)
  - Volvo V40 (2012–)
  - Volvo V50 (2004–2012)

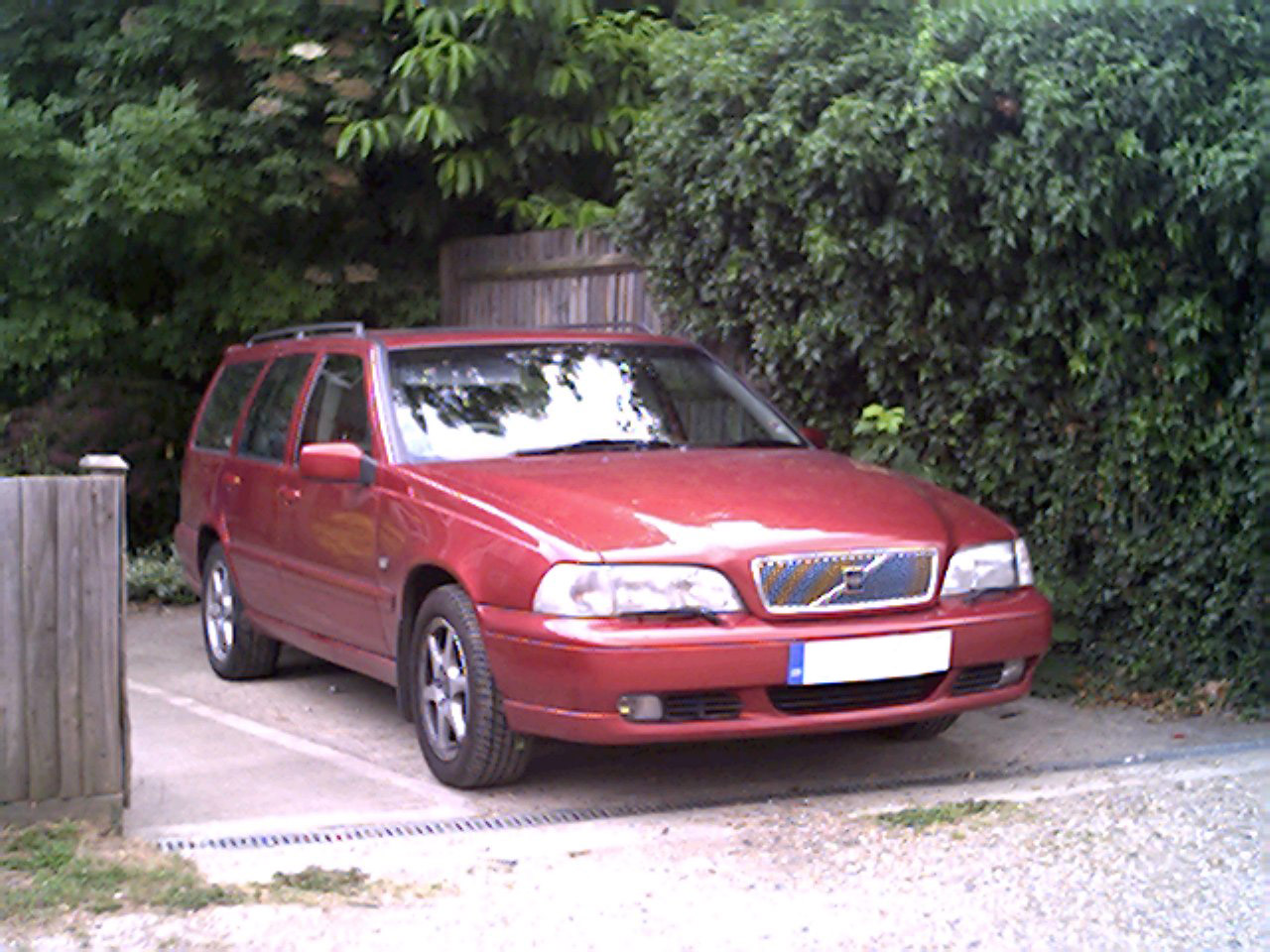
1998-as Volvo V70 kombi

- Nagyobb kocsik (Volvo P2 platform)
  - Volvo S60 (2001–)
  - Volvo S80 (1999–2006)
  - Volvo V70 (2000–2007)
  - Volvo XC70 (2001–2007)
  - Volvo XC90 (2003–)
- Nagyobb kocsik (Volvo Y2 platform)
  - Volvo S80 (2007–)
  - Volvo V70 (2008–2016)
  - Volvo XC70 (2008–2016)
  - Volvo XC60 (2009–)

### Tanulmányautók
- Volvo Venus Bilo (1933)
- Volvo Philip (1952)
- Volvo Margarete Rose (1953)
- Volvo Elisabeth I (1953)
- Volvo VESC (1972)
- Volvo 1800 ESC (1972)
- Volvo EC (1977)
- Volvo City Taxi (1977)
- Volvo Tundra (1979)
- Volvo VCC (1980)
- Volvo LCP2000 (1983)
- Volvo ECC (1992)
- Volvo SCC (2001)
- Volvo YCC (2004)
- Volvo T6 (2005)
- Volvo XC60 (2006)

## Üzemek
- Svédország, Göteborg (a cég központja, és biztonsági központ)
- Svédország, Hällered (Volvo tesztpálya)
- Svédország, Torslanda (Volvo torslandai üzeme, Torslandaverken), 1964 óta)
  - Volvo XC90, Volvo S80, Volvo V70, Volvo XC70
- Svédország, Uddevalla (1989; 2005 óta a Volvo Cars és a Pininfarina Sverige AB működteti)
  - Volvo C70
- Belgium, Gent (1965 óta)
  - Volvo S60, Volvo S40, Volvo V50, Volvo C30, később az XC60
- Svédország, Skövde (motorok)
- Svédország, Floby (fékek)
- Svédország, Köping, (sebességváltók fejlesztése a Getrag GmbH-val, és összkerékhajtási rendszer fejlesztése a Haldex Traction AB-vel)
- Svédország, Olofström (karosszéria elemek)

Összeszerelési helyszínek egyéb helyeken:
- Malajzia, Kuala Lumpur (Swedish Motor Assemblies SDN BHD)
- Thaiföld, Bangkok (Thai-Swedish Assembly Company Limited)
- Kína (a Volvo S40 a Ford kínai üzemében készül a helyi piacra)

A Volvo korábban az alábbi helyeken is rendelkezett üzemmel:
- Dél-afrikai Köztársaság, Pretoria (a gyártást 2006-ban állították le, az EU és a Dél-afrikai Köztársaság közötti kereskedelmi viták, és a kereslet csökkenése miatt)
- Hollandia, Born (NedCar, fka Volvo Car B.V., 1972–2004)
- Kanada, Halifax
- Svédország, Kalmar (1972–1994)

## Motorok
A Volvo soros elrendezésű belső égésű motorokat használ a járműveiben. A Volvo soros öthengeres motorok alkalmazásáról is ismert az 1993-ban bevezetett Volvo 850 óta.
- Oldalszelepelt hathengeres – felhasználva a PV651/2, TR671/4, PV653/4, TR676/9, PV658/9, PV36, PV51/2, PV53/6, PV801/2, PV821/2, PV831/2 és PV60-ban, 1929 és 1958 között
- B4B és B14A – felhasználva a Volvo PV és Volvo Duettben, 1947 és 1956 között
- B16 (A és B) – felhasználva a PV, Duett és Volvo Amazonban, 1957 és 1960 között
- B18 és B20 – 1,8 l/2,0 l felülszelepelt nyolcszelepes, felhasználva minden Volvo modellben, 1961 és 1974 között, kivéve a 164-et (és 1975-ös amerikai 240 modelleket).
- B19, B21, és B23 – felhasználva 1975-től
- B200 és B230 – 2,0 l és 2,3 l SOHC, nyolcszelepes, felhasználva a 240, 360, 700, 940 sorozatú kocsikban, 1985-től
- B204 és B234 – 2,0 l és 2.3 l DOHC tizenhatszelepes motorok
- B27/B28 és B280 – 2,7 l és 2,8 l SOHC tizenkétszelepes, a Renault-val és Peugeot-val közös fejlesztés
- B30 – felhasználva minden 164 modellben

## Sebességváltók
A Volvo sebességváltói korábban a ZF Friedrichshafennél készültek, jelenleg a sebességváltókat a japán Aisinnel közösen fejlesztik. A Geartronic a Volvo manumatic sebességváltók elnevezése.
- Volvo AW70
- Volvo AW71
- Volvo AW72
- Volvo M30
- Volvo M40
- Volvo M400
- Volvo M410
- Volvo M41
- Volvo M45
- Volvo M46
- Volvo M47
- Volvo M50
- Volvo M51
- Volvo M56
- Volvo M58
- Volvo M59
- Volvo M66
- Volvo M90
- Volvo ZF4HP22
- AW50–42
- AW55–50/51
- GM4T65EV/GT
- AWTF80–SC

## Eladások
Volvo eladások a 2007-es évben (2006-os).
Forrás: Volvo Cars

### Piac szerint
1. Amerikai Egyesült Államok: 123 125 (115 818)
2. Svédország: 62 229 (55 455)
3. Németország: 32 329 (35 626)
4. Egyesült Királyság: 30 003 (30 512)
5. Oroszország: 21 077 (10 803)
6. Olaszország: 20 290 (17 554)
7. Hollandia: 20 253 (16 607)
8. Spanyolország: 18 400 (18 247)
9. Belgium: 13 991 (11 844)
10. Franciaország: 13 497 (10 726)
Összes eladás: 458 323 (427 747)

### Modell szerint
1. XC90: 79 140

2. V70: 69 067

3. S40: 63  062

4. V50: 62 348

5. C30: 46 726

6. S80: 41 839

7. S60: 41 726

8. XC70: 36 279

9. C70: 17 415

## Gallery

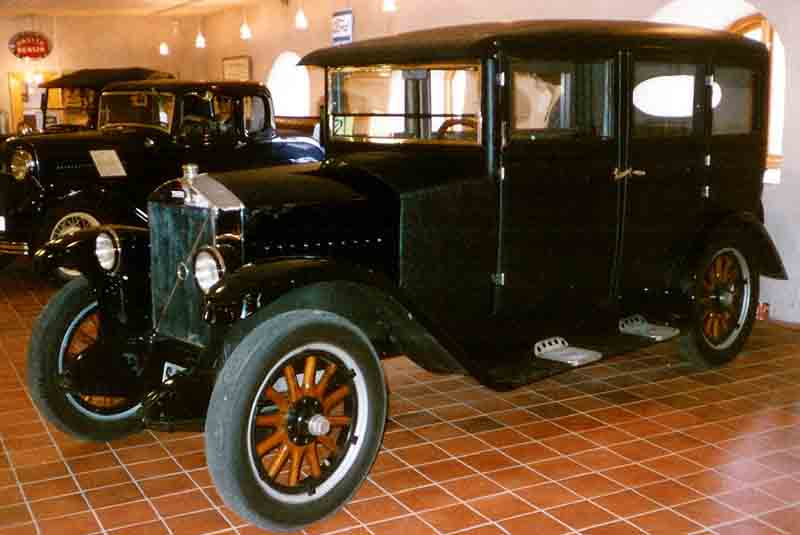
Volvo PV4 négyajtós szedan, 1927
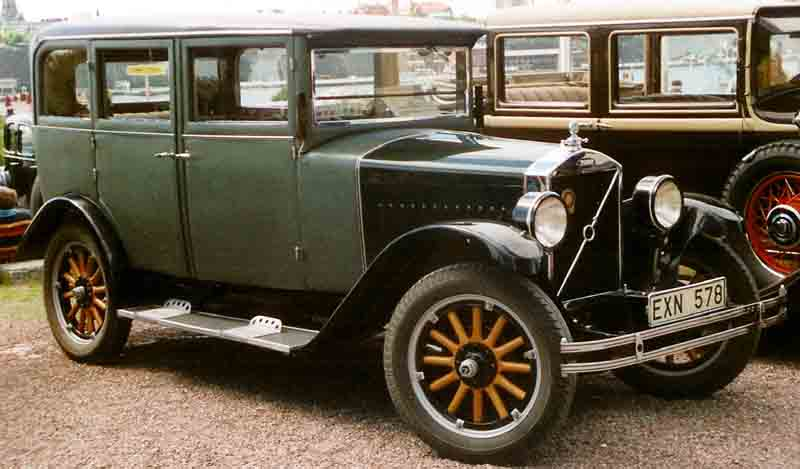
Volvo PV4 Special négyajtós szedan, 1928
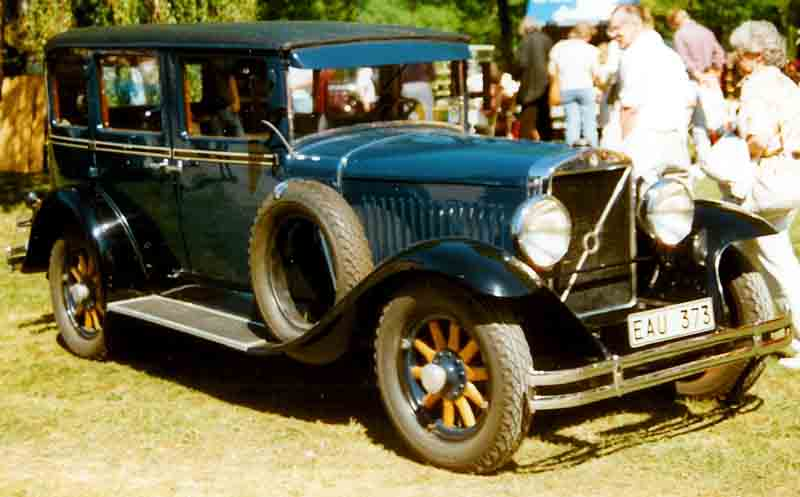
Volvo PV651 négyajtós szedan, 1929
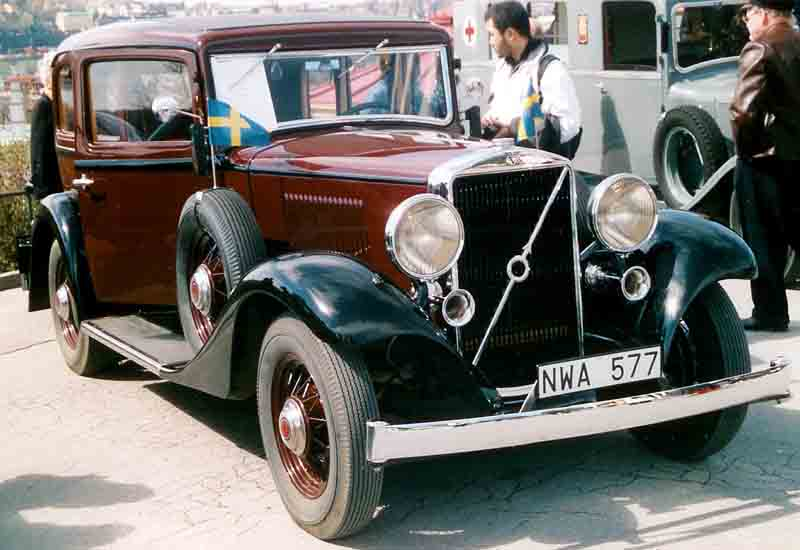
Volvo PV654 négyajtós szedan, 1933
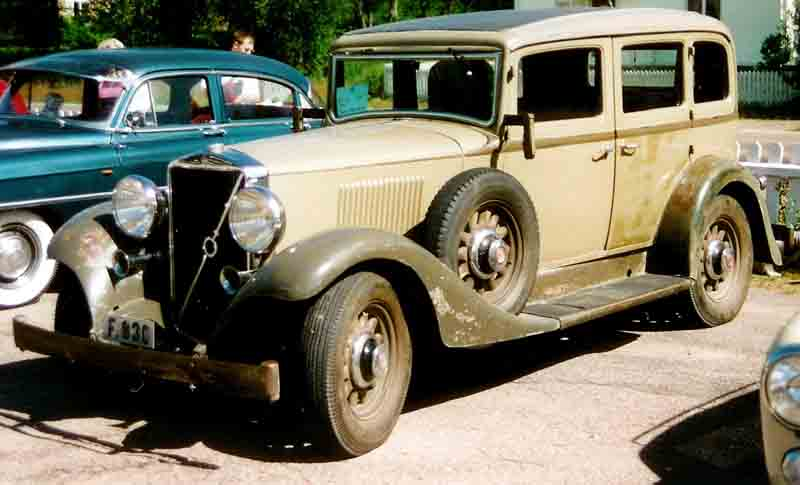
Volvo PV654 négyajtós szedan, 1933
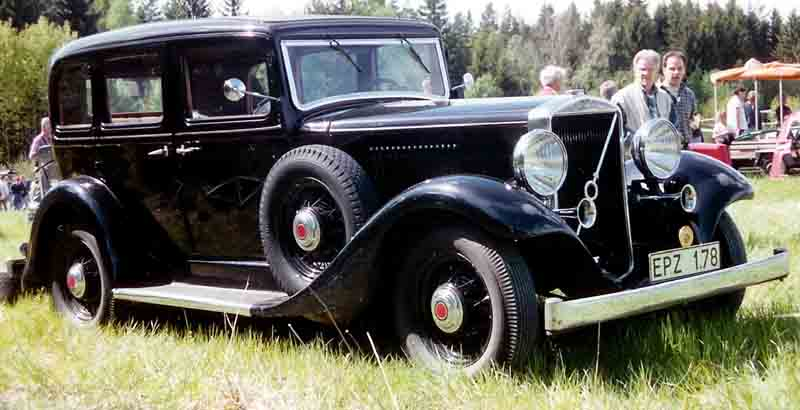
Volvo PV654 négyajtós szedan, 1933
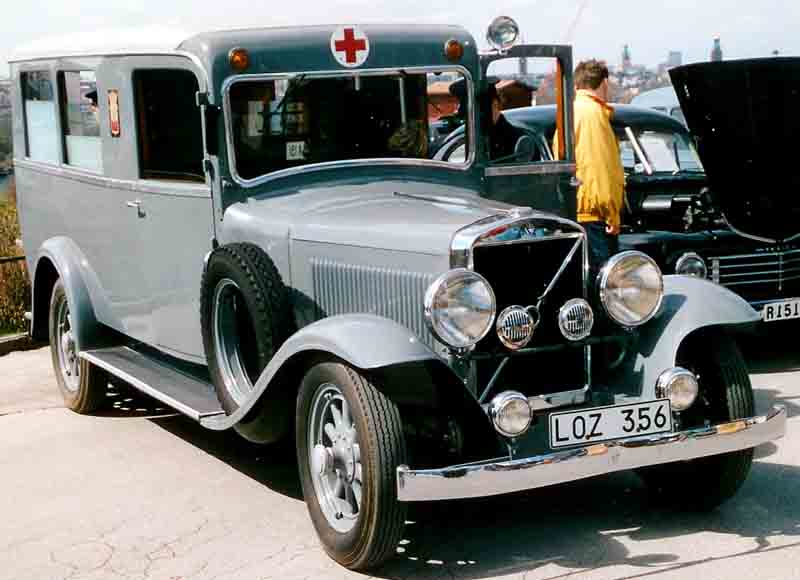
Volvo PV655 mentő, 1934
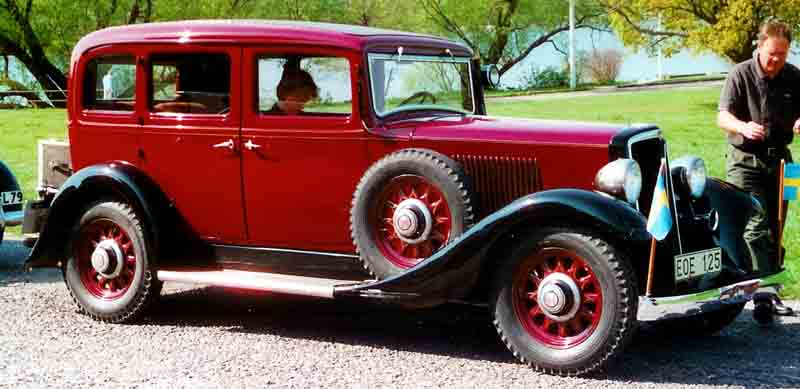
Volvo PV659 négyajtós szedan, 1935
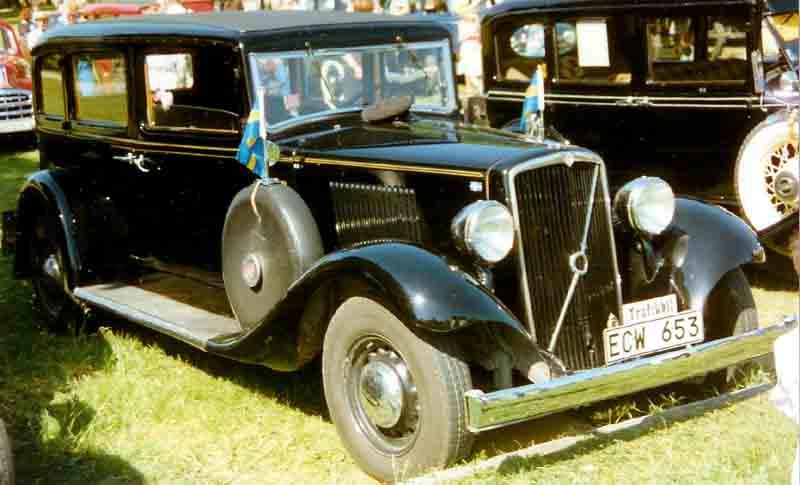
Volvo TR704 négyajtós szedan, 1937
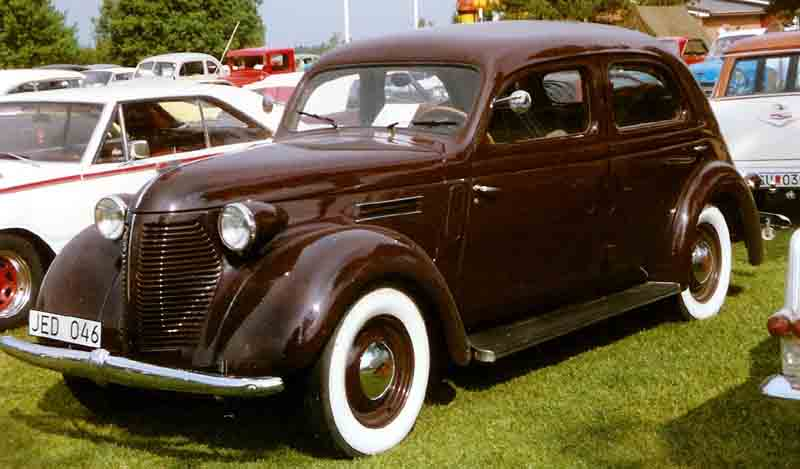
Volvo PV5X négyajtós szedan
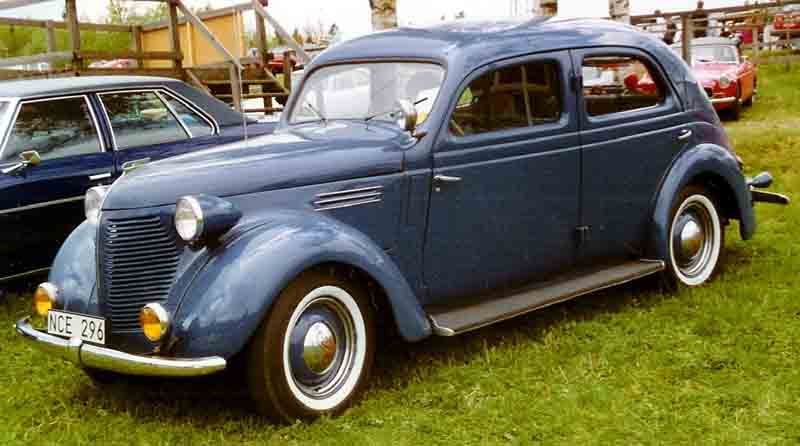
Volvo PV53 négyajtós szedan, 1939
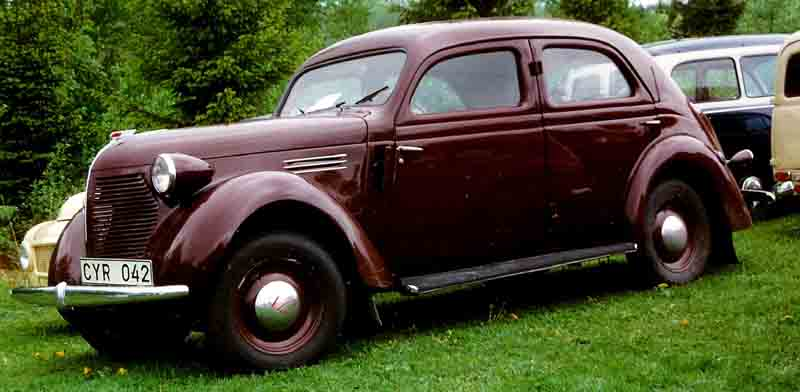
Volvo PV56 négyajtós szedan, 1939
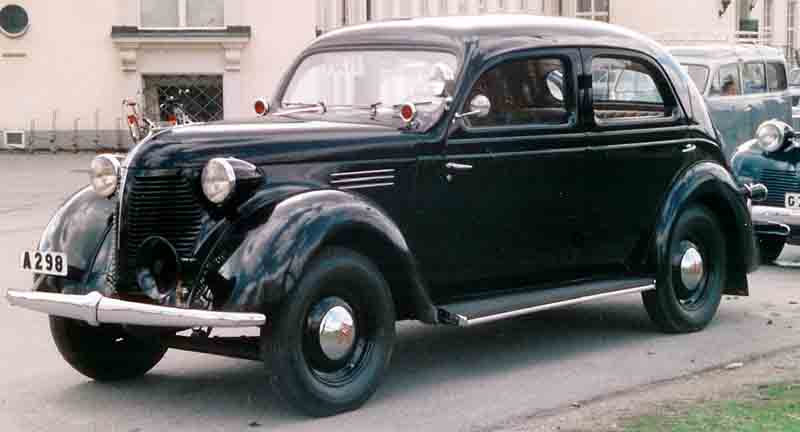
Volvo PV56 négyajtós szedan, 1939
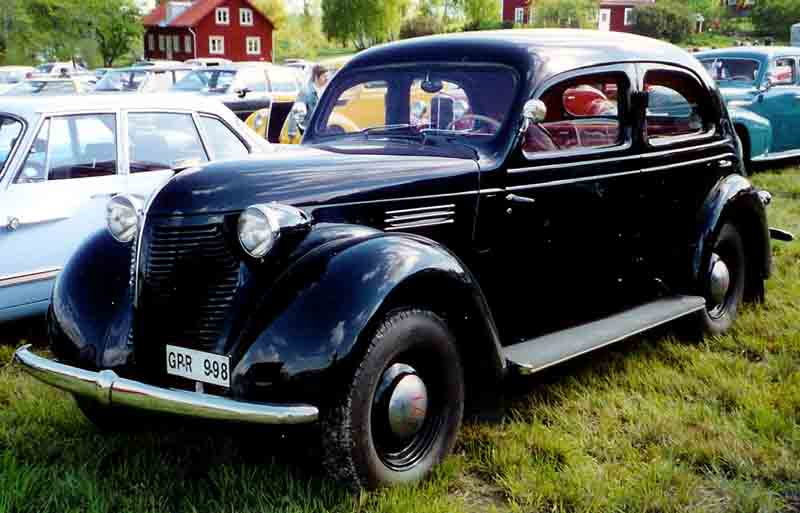
Volvo PV56 négyajtós szedan, 1939
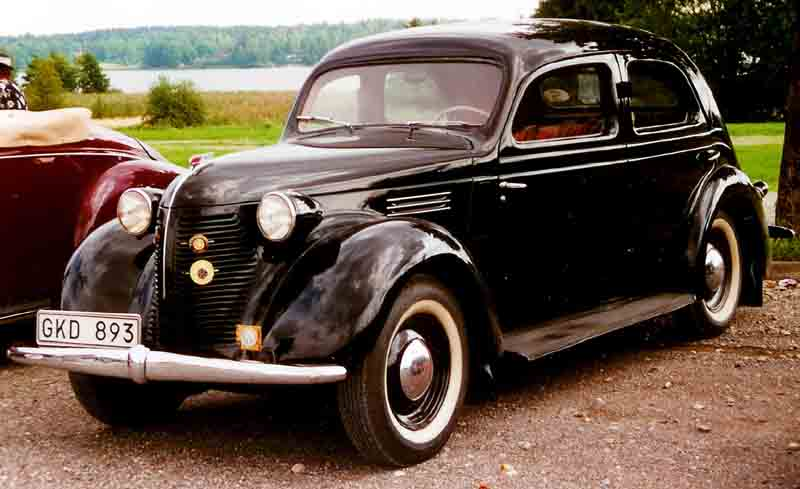
Volvo PV56 négyajtós szedan, 1939
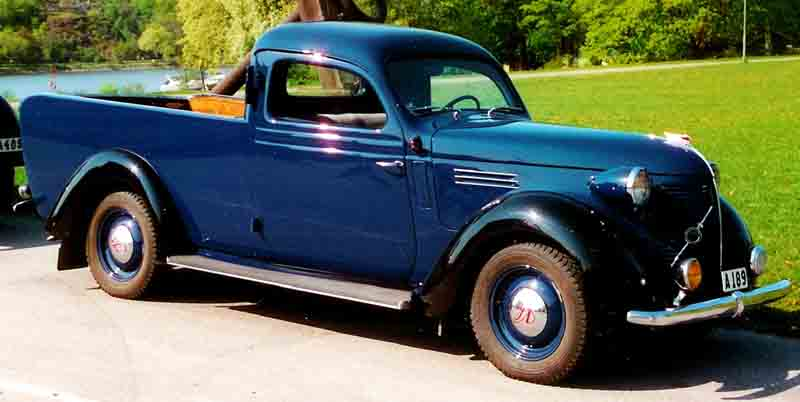
Volvo PV54 pickup, 1939
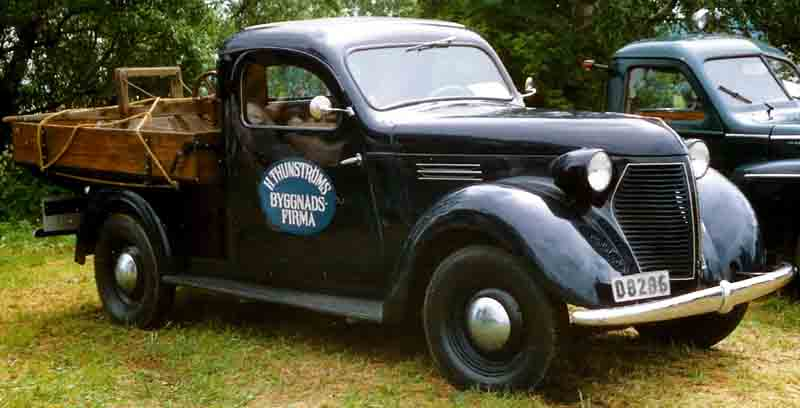
Volvo PV57 pickup, 1939
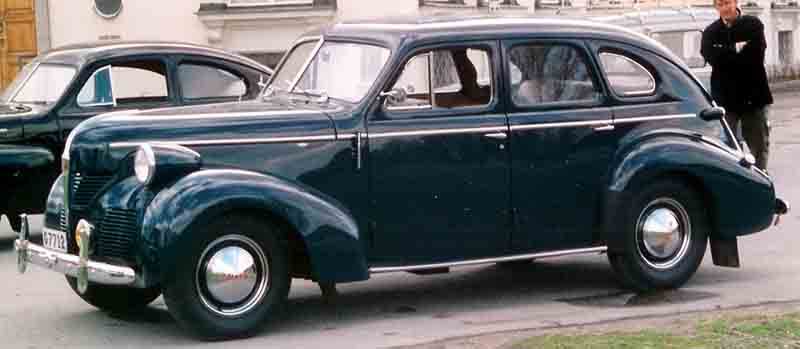
Volvo PV60 négyajtós szedan, 1946
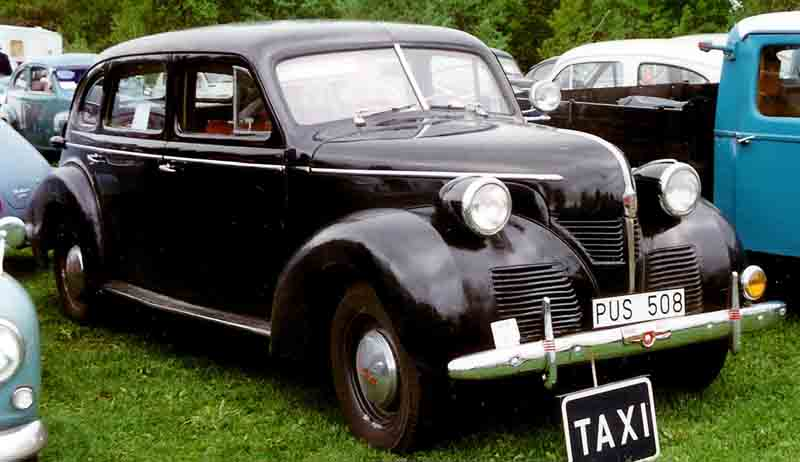
Volvo PV60 négyajtós szedan Taxi, 1946
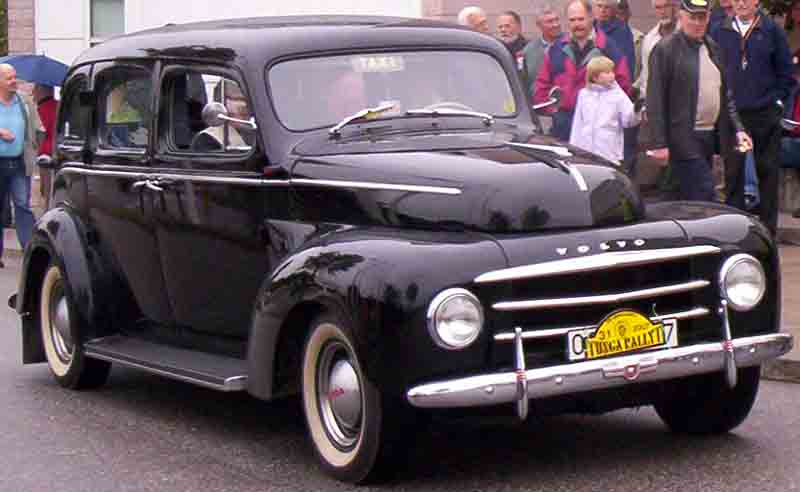
Volvo PV 831, 1954

## Fordítás
- Ez a szócikk részben vagy egészben  a   Volvo Cars című angol Wikipédia-szócikk fordításán alapul.  Az eredeti cikk szerkesztőit annak laptörténete sorolja fel. Ez a jelzés csupán a megfogalmazás eredetét és a szerzői jogokat jelzi, nem szolgál a cikkben szereplő információk forrásmegjelöléseként.

## Külső oldalak
- VolvoCars.com – Volvo személygépkocsik hivatalos honlapja
- Volvo WiW – hazai online Volvo közösség és hírportál